# Cassovall
Cassovall es una localidad española del municipio de Montferrer Castellbó, perteneciente a la provincia de Lérida, en la comunidad autónoma de Cataluña.

## Toponimia
El lugar puede aparecer referido con las grafías «Cassovall» y «Casovall».

## Historia
Hacia mediados del siglo XIX, el lugar pertenecía al municipio de Pallerols. Aparece descrito en el sexto volumen del Diccionario geográfico-estadístico-histórico de España y sus posesiones de Ultramar de Pascual Madoz con las siguientes palabras:

CASOVALL: l. agregado al ayunt. de Pallerols 1/2 cuarto de hora distante, en la prov. de Lérida (21 leg.), part. jud. y dióc. de Seo de Urgel (2 1/2), aud. terr. y c. g. de Cataluña (Barcelona 27); sit. en una pendiente de terreno montuoso é inmediato al riach. llamado Pallerols y á la márg. izq. del r. Segre: le combaten principalmente los vientos de O. y N. y el clima bastante frio, produce comunmente catarros. Tiene 5 casas y una fuente, dependiendo en lo civil, económico y ecl. del ayunt. (V.); hay á cosa de 1/4 de hora de este l. un edificio notable llamado el Monasterio que fué convento de PP. Jesuitas. En el térm. jurisdiccional que forma este l. con el de Pallerols, se encuentran varias fuentes naturales de aguas de escelente cualidad. El terreno en general es inferior; no hallándose en él mas que algunos prados, donde se crian buenas yerbas de pasto: hay 2 caminos, el uno dirige á la cap. del ayunt. y el otro á la ald. de Saulet: pero ambos en muy mal estado. prod.: trigo, cebada, centeno, patatas, legumbres y nabos: se cria ganado lanar, cabrio, vacuno, mular y de cerda, y hay caza de conejos, perdices y liebres. pobl., riqueza y contr.: con Pallerols. (V.)
(Madoz, 1847, pp. 70-71)

En la actualidad, pertenece al municipio de Montferrer Castellbó. En 2023, la entidad singular de población tenía empadronados ocho habitantes y el núcleo de población, también ocho.